# Kalami
Kalami (auch Gawri oder Garwi) ist eine dardische Sprache, die von 40.000 Menschen in Nord-Pakistan gesprochen wird. Es ist in mehrere Dialekte aufgeteilt, die in manchen Fällen gegenseitig unverständlich sind.
Kalami kennt sechs Vokale, die alle kurz, lang und nasaliert auftreten können. Es hat 38 Konsonanten, von denen fünf nur in Fremdwörtern verwendet werden. Außerdem ist Kalami eine Tonsprache und kennt fünf Töne (hoch, hoch fallend, verzögert hoch fallend, tief, tief steigend).
Die Satzstellung ist SOV, kann aber zur Betonung umgestellt werden.
Bis vor kurzem war Kalami keine Schriftsprache. 1995 hat ein Komitee aus sieben Kalami-Sprechern eine Schriftsprache für das Kalami entwickelt, welches auf dem persoarabischen Alphabet basiert, aber teils seltene Sonderzeichen wie ݭ oder ݪ benutzt, um spezielle Laute des Kalami darzustellen.